# アンブリン・パートナーズ
ストーリーテラー・ディストリビューション（Storyteller Distribution Co., LLC）こと、アンブリン・パートナーズ（Amblin Partners, LLC.）は、アメリカ合衆国のエンターテインメント企業であり、映像製作会社。アンブリン・エンターテインメントとドリームワークス・ピクチャーズのバナー下で映画を開発・製作し、アンブリン・テレビジョンを通じてテレビシリーズを制作している。アンブリン・パートナーズが製作した映画は、主に北米および一部の海外地域ではユニバーサルかその傘下のフォーカス・フィーチャーズのレーベルが、ヨーロッパ、中東、アフリカではミスター・スミス・エンターテイメントを通じて第三者の配給会社が配給している。

## 歴史
アンブリン・パートナーズは2015年12月16日にスティーヴン・スピルバーグ、パーティシパント・メディアのジェフリー・スコール、リライアンス・アニル・ディルバイ・アンバニ・グループのアニル・アンバニ、エンターテインメント・ワンのダレン・スロープにより設立された。同社は主にドリームワークス・ピクチャーズ、アンブリン・エンターテインメント、パーティシパント・メディアのブランドを使用して映画及びテレビ作品の製作・配給に専念する。映画の場合、円熟したコンテンツにはオリジナルのドリームワークス、家族向けコンテンツはアンブリン（ただし、『マエストロ: その音楽と愛と』はR指定である）、社会派コンテンツにはパーティシパントのレーベルが使われるが、パーティシパントは別の会社として残った。
会社設立と同日、アンブリン・パートナーズはユニバーサル・ピクチャーズと5年間の配給契約を締結し、同社の映画が主要なユニバーサルかその傘下のフォーカス・フィーチャーズのレーベルのもとで配給、流通されることとなった。『ガール・オン・ザ・トレイン』は新契約のもとで公開された最初の映画であった。
2016年10月9日、アンブリン・パートナーズは中国のアリババ・ピクチャーズと契約した。アリババはアンブリン・パートナーズの少数株を取得したことで中国での宣伝、配給、マーチャンダイジングを手がけることとなり、またアンブリン及びドリームワークス作品へ共同出資する。2017年2月15日、ユニバーサルはアンブリン・パートナーズの少数株を取得し、ユニバーサルとアンブリンの関係を強化した。
2017年12月18日、アンブリン・パートナーズは映画やテレビシリーズの音楽をカバーするBMGライツ・マネジメントと音楽出版契約を締結した。

### eOneの株式譲渡
2019年8月22日、ハズブロはエンターテインメント・ワンを少なくとも40億ドルで買収すると発表した。買収は2019年12月30日に完了し、その結果、おもちゃ会社はアンブリン・エンターテインメントとドリームワークス・ピクチャーズのエンターテインメント・ワンの株式を相続した。2020年5月5日、アンブリンはノルディスク・フィルムとの契約を更新した。2020年11月30日、アンブリン・パートナーズは、株式保有者であるユニバーサルとの分配契約の更新を続けることになった。しかし、同月、パーティシパントはアンブリン・パートナーズとの出資を終了し、同社への関係を終わらせる。
2021年6月21日、アンブリン・パートナーズは定額制動画配信サービスのNetflixとの間でコンテンツ提供契約を締結したと発表した。年に複数本の作品を同サービスに供給する。なお、ユニバーサル・ピクチャーズへの作品提供は引き続き継続される。
2022年11月17日、ハズブロは、エンターテインメント・ワンのテレビ・映画事業の一部を売却すると発表した。これには、アンブリン・パートナーズへの出資を含む、ブランデッド・エンタテインメントの戦略を直接支援するものではなかった。2023年3月、Deadline.comは、ライオンズゲート（ハズブロが2017年に買収を試みた）、フリーマントル、ユニバーサルの元共同融資パートナーであるレジェンダリー・エンターテインメントが、エンターテインメント・ワンの資産の入札者であったと報じた。翌月、ライオンズゲート、レジェンダリー、ゴーデジタル・メディア・グループが潜在的な買い手として含まれていたと報じられ、フリーマントルは売却価格が上昇し、同社が資産に対して支払う意思のある金額を超えていたため、競合から脱落した。2023年4月20日、ハズブロはCVC キャピタル・パートナーズが支援するスロープと、同社を買い戻す可能性について交渉していると報じられた。
2023年7月11日、アンブリン・パートナーズは、配給会社のユニバーサルとパートナーシップ契約を結び、ユニバーサルがアンブリンの作品に共同出資することを発表し、アンブリンはスタッフの20%を解雇すると発表した。2023年8月3日、ハズブロはeOneのエンターテインメント資産をライオンズゲートに5億ドルで売却することで合意したと発表し、取引は同年12月27日に完了した。

### パーティシパントの閉鎖
2024年4月16日、パーティシパントは2023年のハリウッド労働争議により事業を停止した。

## フィルムライブラリ

### 公開済み
| 日本語題 原題                                                  | 公開日         | レーベル                                                        | その他の制作会社 | 配給                                                        |
| -------------------------------------------------------------- | -------------- | --------------------------------------------------------------- | --- | ----------------------------------------------------------- |
| BFG: ビッグ・フレンドリー・ジャイアント The BFG                | 2016年7月1日   | アンブリン・エンターテインメント                                | ウォルト・ディズニー・ピクチャーズ ウォールデン・メディア リライアンス・エンターテインメント                          | ウォルト・ディズニー・スタジオ・モーション・ピクチャーズ    |
| 光をくれた人 The Light Between Oceans                          | 2016年9月2日   | ドリームワークス・ピクチャーズ                                  | タッチストーン・ピクチャーズ リライアンス・エンターテインメント パーティシパント・メディア ヘイデイ・フィルムズ       | ウォルト・ディズニー・スタジオ・モーション・ピクチャーズ    |
| ガール・オン・ザ・トレイン The Girl on the Train               | 2016年10月7日  | ドリームワークス・ピクチャーズ                                  | ドリームワークス・ピクチャーズ リライアンス・エンターテインメント マーク・プラット・プロダクションズ                  | ユニバーサル・ピクチャーズ                                  |
| クレイジー・パーティー Office Christmas Party                  | 2016年12月9日  | ドリームワークス・ピクチャーズ                                  | ドリームワークス・ピクチャーズ エンターテインメント・360 ブルーグラス・フィルムズ                                     | パラマウント映画                                            |
| 僕のワンダフル・ライフ A Dog's Purpose                         | 2017年1月27日  | アンブリン・エンターテインメント                                | ウォールデン・メディア パリア・エンターテインメント・グループ                                                         | ユニバーサル・ピクチャーズ                                  |
| ゴースト・イン・ザ・シェル Ghost in the Shell                  | 2017年3月31日  | ドリームワークス・ピクチャーズ                                  | グロヴナー・パーク・プロダクションズ シーサイド・エンターテインメント アラッド・プロダクションズ                      | パラマウント映画                                            |
| アメリカン・ソルジャー Thank You for Your Service              | 2017年10月27日 | ドリームワークス・ピクチャーズ                                  | リライアンス・エンターテインメント ローウェイ・ロード・プロダクションズ                                               | ユニバーサル・ピクチャーズ                                  |
| ペンタゴン・ペーパーズ/最高機密文書 The Post                   | 2017年12月22日 | アンブリン・エンターテインメント ドリームワークス・ピクチャーズ | リライアンス・エンターテインメント パスカル・ピクチャーズ スター・スローワ・エンターテインメント                      | 20世紀フォックス                                            |
| エンテベ空港の7日間 7 Days in Entebbe                          | 2018年3月16日  | パーティシパント・メディア                                      | ワーキング・タイトル・フィルムズ                                                                                      | フォーカス・フィーチャーズ                                  |
| レディ・プレイヤー1 Ready Player One                           | 2018年3月30日  | アンブリン・エンターテインメント                                | ヴィレッジ・ロードショー・ピクチャーズ デ・ライン・ピクチャーズ ファラ・フィルム&マネージメント                       | ワーナー・ブラザース・ピクチャーズ                          |
| ルイスと不思議の時計 The House with a Clock in Its Walls       | 2018年9月21日  | アンブリン・エンターテインメント                                | リライアンス・エンターテインメント ミソロジー・エンターテインメント                                                   | ユニバーサル・ピクチャーズ                                  |
| ファースト・マン First Man                                     | 2018年10月12日 | ドリームワークス・ピクチャーズ                                  | テンプル・ヒル・エンターテインメント ファンタズマ パーフェクト・ワールド・ピクチャーズ                                | ユニバーサル・ピクチャーズ                                  |
| グリーンブック Green Book                                      | 2018年11月16日 | ドリームワークス・ピクチャーズ                                  | パーティシパント・メディア イニスフリー・ピクチャーズ シネティック・メディア                                          | ユニバーサル・ピクチャーズ                                  |
| マーウェン Welcome to Marwen                                   | 2018年12月21日 | ドリームワークス・ピクチャーズ                                  | イメージムーバーズ パーフェクト・ワールド・ピクチャーズ                                                               | ユニバーサル・ピクチャーズ                                  |
| ビリーブ 未来への大逆転 On the Basis of Sex                    | 2018年12月25日 | パーティシパント・メディア                                      | ロバート・コート・プロダクションズ                                                                                    | フォーカス・フィーチャーズ                                  |
| 囚われた国家 Captive State                                     | 2019年3月29日  | パーティシパント・メディア                                      | N/A | フォーカス・フィーチャーズ                                  |
| 僕のワンダフル・ジャーニー A Dog's Journey                     | 2019年5月17日  | アンブリン・エンターテインメント                                | ウォールデン・メディア パリア・エンターテインメント・グループ                                                         | ユニバーサル・ピクチャーズ                                  |
| ダーク・ウォーターズ 巨大企業が恐れた男 Dark Waters            | 2019年11月22日 | パーティシパント                                                | キラー・フィルムズ | フォーカス・フィーチャーズ                                  |
| 1917 命をかけた伝令 1917                                       | 2019年12月25日 | ドリームワークス・ピクチャーズ                                  | ニューリパブリック・ピクチャーズ ニール・ストリート・プロダクションズ モガンボ                                        | ユニバーサル・ピクチャーズ                                  |
| ザ・ターニング The Turning                                     | 2020年1月24日  | ドリームワークス・ピクチャーズ                                  | ヴァーティゴ・エンターテインメント                                                                                    | ユニバーサル・ピクチャーズ                                  |
| ラリー スマホの中に棲むモノ Come Play                          | 2020年10月30日 | アンブリン・パートナーズ                                        | ザ・ピクチャー・カンパニー リライアンス・エンターテインメント                                                         | フォーカス・フィーチャーズ                                  |
| スティルウォーター Stillwater                                  | 2021年7月20日  | パーティシパント ドリームワークス・ピクチャーズ                 | スロー・ポニー アノニマス・コンテント スリードット・プロダクションズ スーパーナチュラル・ピクチャーズ                 | フォーカス・フィーチャーズ                                  |
| フィンチ Finch                                                 | 2021年11月5日  | アンブリン・エンターテインメント                                | イメージムーバーズ Misher Films ウォールデン・メディア                                                                | Apple TV+                                                   |
| Easter Sunday                                                  | 2022年8月5日   | ドリームワークス・ピクチャーズ                                  | ライドバック | ユニバーサル・ピクチャーズ                                  |
| The Good House                                                 | 2022年9月30日  | パーティシパント ドリームワークス・ピクチャーズ                 | Faliro House リライアンス・エンターテインメント FilmNation Entertainment                                              | ライオンズゲート・フィルムズ ロードサイド・アトラクションズ |
| フェイブルマンズ The Fabelmans                                 | 2022年11月23日 | アンブリン・エンターテインメント                                | スピルバーグ/クリーガー                                                                                               | ユニバーサル・ピクチャーズ                                  |
| ドラキュラ/デメテル号最期の航海 The Last Voyage of the Demeter | 2023年8月11日  | ドリームワークス・ピクチャーズ                                  | リライアンス・エンターテインメント Storyworks Productions Studio Babelsberg フェニックス・ピクチャーズ Wise Owl Media | ユニバーサル・ピクチャーズ                                  |
| マエストロ: その音楽と愛と Maestro                             | 2023年11月22日 | アンブリン・エンターテインメント                                | シケリア・プロダクションズ Fred Berner Films Joint Effort                                                             | Netflix                                                     |
| セキュリティ・チェック Carry-On                                | 2024年12月13日 | アンブリン・エンターテインメント                                | ディラン・クラーク・プロダクションズ                                                                                  | Netflix                                                     |
| Long Distance                                                  | 2025年7月3日   | ドリームワークス・ピクチャーズ                                  | Automatik | ユニバーサル・ピクチャーズ                                  |

### 発表
| 日本語題 原題 | 公開日 | レーベル | その他の制作会社 | 配給 |
| ------------- | ------ | -------- | ---------------- | ---- |

### 製作中
| 日本語題 原題                           | レーベル                         | その他の制作会社                                                        | 配給 |
| --------------------------------------- | -------------------------------- | ----------------------------------------------------------------------- | ---- |
| Arachnophobia                           | TBA                              | ブラムハウス・プロダクションズ アトミック・モンスター・プロダクションズ | TBA  |
| Apeirogon                               | TBA                              | TBA                                                                     | TBA  |
| American Reaper                         | TBA                              | イントレピッド・ピクチャーズ                                            | TBA  |
| Assassins Anonymous                     | TBA                              | TBA                                                                     | TBA  |
| Beautiful Ruins                         | TBA                              | ニール・ストリート・プロダクションズ                                    | TBA  |
| Carrier                                 | TBA                              | Automatik Entertainment QCode                                           | TBA  |
| Cheshire Crossing                       | TBA                              | マイケル・デ・ルカ・プロダクションズ                                    | TBA  |
| Confessions in B-Flat                   | TBA                              | Orit Entertainment Marcy Place Productions                              | TBA  |
| Hamnet                                  | TBA                              | Hera Pictures ニール・ストリート・プロダクションズ Book of Shadows      | TBA  |
| Homecoming Queen                        | TBA                              | TBA                                                                     | TBA  |
| Miss Macy                               | TBA                              | TBA                                                                     | TBA  |
| Super in Love                           | TBA                              | TBA                                                                     | TBA  |
| Stage 13                                | TBA                              | TBA                                                                     | TBA  |
| The Act                                 | TBA                              | TBA                                                                     | TBA  |
| The Bear                                | TBA                              | マーク・プラット・プロダクションズ                                      | TBA  |
| The Exchange                            | TBA                              | エスケイプ・アーティスツ                                                | TBA  |
| The First Fifteen Lives of Harry August | TBA                              | Blueprint Pictures OddBall Entertainment                                | TBA  |
| The Kidnapping of Edgardo Mortara       | ドリームワークス・ピクチャーズ   | スピルバーグ/クリーガー                                                 | TBA  |
| The Light of Days                       | TBA                              | TBA                                                                     | TBA  |
| The Richest Black Girl in America       | TBA                              | TBA                                                                     | TBA  |
| The Switch                              | TBA                              | TBA                                                                     | TBA  |
| The Thursday Murder Club                | アンブリン・エンターテインメント | TBA                                                                     | TBA  |
| Untitled Jutta Kleinschmidt biopic      | TBA                              | 87North Productions Devonsheer Media                                    | TBA  |
| Untitled true-life show choir film      | TBA                              | Safehouse Pictures                                                      | TBA  |
| Upgrade                                 | TBA                              | TBA                                                                     | TBA  |